# Нетопир карлик
Нетопир карлик (Pipistrellus pipistrellus) — вид рукокрилих родини лиликових (Vespertilionidae), представник надвиду нетопир звичайний. Один із близько 40 видів роду; один із 4 видів роду у фауні України. Поширений в Європі й окремих районах Південно-Західної Азії та Північної Африки. Раритетний вид, занесений до Червоної книги України та ряду інших природоохоронних документів.

## Назва
Вернакулярна назва «нетопир малий» використовується для позначення всього комплексу дрібних форм нетопирів, насамперед пари видів нетопир карлик та нетопир пігмей, тобто для надвиду Pipistrellus pipistrellus (sensu lato) у колишньому широкому його розумінні.

## Опис
Дрібний кажан. Довжина тіла: 32—49 мм, вуха: 7—13 мм, козелка: 4—5,5 мм, передпліччя: 26—34 мм. Вага тіла: від 3 до 9,2 г. 
Хутро на спині темно-коричневе, іноді з червонуватим або золотистим відтінком. Черевце світліше. Вуха темні, заокруглені, лише трохи довші, ніж ширші. Козелок витягнутий, з округлою верхівкою. 
Літальна перетинка темна. П'ятий палець кисті довжиною близько 40 мм. Великий палець коротший, ніж ширина зап'ястка, виміряна на складеному крилі. Нижня третина спинного боку мiжстегнової перетинки вкрита шерстю, натомість уздовж нижньої частини гомілки — оголена. Друга фаланга 3-го пальця крила довша, ніж третя.

## Поширення
Поширений в Європі від півдня до близько 61° пн. ш. (від Британських островів і крайнього півдня Скандинавії ) до гірських регіонів Північної Африки і до Західної і Центральної Азії. В Україні зустрічається по всій території.
Евритопний кажан, якого можна знайти на полюванні в широкому діапазоні ландшафтів: від міських центрів до орних угідь і лісових угідь, але при наявності віддає перевагу узліссям і лісам поблизу прибережних районів. Часто полює біля вуличних ліхтарів. 

## Спосіб життя
Перелітний вид і дальній мігрант. В Україні з'являється в березні — на початку квітня. Виводкові колонії (20—250, рідко — до 500 самок) розміщуються в будинках (у щілинах, на горищах, під дахом), дуплах, розколинах стовбура та під корою дерев, у тріщинах скель. Колонії часто змінюють місце для сну протягом періоду розмноження. Більшість зимувальних сховищ в Європі було знайдено в щілинах будівель, рідше використовуються тріщини в скелях і печерах, а також порожнини дерев. В  Україні зимовища виявлені в Криму і на Закарпатті (в щілинах будівель). 
В Європі харчується переважно дрібними двокрилими (мошками і мухами), тоді як лускокрилі є основною здобиччю в Туреччині.

## Охорона
Вид занесений до Червоної книги України (охоронна категорія: вразливий), а також до Бернської (Додаток ІІІ) і Боннської (Додаток ІІ) конвенцій, Міжнародної угоди щодо збереження європейських популяцій кажанів (UNEP/EUROBATS). На регіональному рівні занесений до Червоних списків тварин Дніпропетровської, Закарпатської, Луганської, Полтавської та Сумської областей.
В Україні чисельність виду майже повсюди падає внаслідок забруднення і деградації середовища існування, знищення старих дуплястих дерев та інших сховищ, зокрема внаслідок реконструкції старих споруд та змін у структурі дахів сучасних будівель. Заходи охорони: збереження старих лісів і парків з дуплистими деревами, лісонасаджень уздовж доріг, заборона господарських робіт у місцях розміщення виводкових колоній. Охороняється в ряді природних заповідників, національних природних парків та заказників країни.

## Систематика

### Pipistrellus pipistrellusяк надвид
У колишньому широкому розумінні («нетопир малий», Pipistrellus pipistrellus sensu lato) включав низки суміжних видів. З початку—середини 20 ст. окремим видом визнано нетопира лісового (Pipistrellus nathusii), якого довгий час то вносили до складу Pipistrellus pipistrellus, то виокремлювали з нього. З кінця 20 ст. окремим видом стали вважати ультразвукову форму «55 кГц» «малих нетопирів», описану надалі як окремий вид — P. pygmaeus, або P. mediterraneus, відому в англомовній літературі як «soprano pipistrelle» або «bandit pipistrelle».

### Pipistrellus pipistrellusу вузькому розумінні
Більшість описів нетопирів 19 20 ст. стосуються всього комплексу названих видів, і такі дані вимагають докладного перегляду. Формально, за всією сумою даних, «нетопир малий» поширений по всій Європі і прилеглих районах Азії і Африки. Попри це, аналіз колекцій засвідчує, що цей вид, найімовірніше, поширений лише на півдні Європи, включно й південь України. У сучасний період проблема розрізнення (і, відповідно, опису біології) «малих» (види P. pipistrelllus+pygmaeus) і «лісових» (вид P. nathusii) нетопирів загалом відійшла в минуле, і найбільші проблеми складає розрізнення двійникової пари P. pipistrelllus — P. pygmaeus.